# Ural-Konservatorium

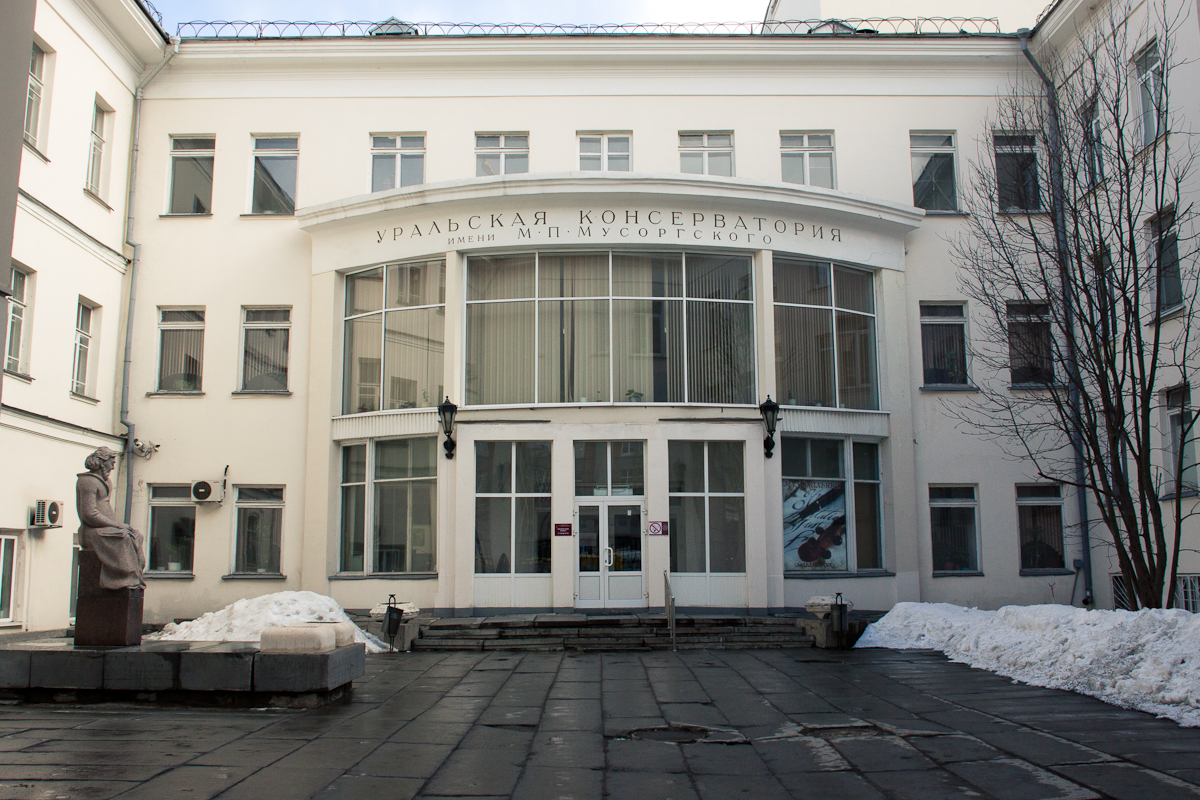
Staatliches Ural-Konservatorium M. P. Mussorgski (Haupteingang)

Das Staatliche Ural-Konservatorium M. P. Mussorgski (russisch Уральская консерватория имени М. П. Мусоргского / Uralskaja konserwatorija imeni M. P. Mussorgskogo, wiss. Transliteration Ural'skaja konservatorija imeni M. P. Musorgskogo) ist eine Musikhochschule in Jekaterinburg, Oblast Swerdlowsk, Russland. Sie ist nach dem russischen Komponisten Modest Mussorgski benannt.

## Geschichte
Das Staatliche Ural-Konservatorium wurde unter der Bezeichnung Staatliches Konservatorium Swerdlowsk im Jahr 1934 gegründet. Die Einrichtung des Konservatoriums war durch die Notwendigkeit der Ausbildung von hochqualifizierten Fachleuten für die Musiktheater, Konzertorganisationen und Bildungseinrichtungen des Urals, Sibiriens und des Fernen Ostens bestimmt. Zu den Gründern der Musikhochschule zählten die Komponisten Markian Frolow (1892–1944), der erste Rektor, und Wiktor Trambizki (1895–1970), der erste Musiktheorie-Lehrer. 1939 erfolgte die Namensgebung nach Mussorgski, im selben Jahr hatte das Konservatorium seine ersten Absolventen. Ab Ende des Zweiten Weltkriegs wurde die Bezeichnung Staatliches Ural-Konservatorium eingeführt.

## Gegenwart
Das Staatliche Ural-Konservatorium ist eine der größten Hochschulen für Musik im Lande. Zu den Fachbereichen des Konservatoriums zählen: Orchester- und Volksinstrumente, Klavierspiel, Sologesang, Orchester- und Chorleitung, Musikwissenschaft, Komposition, der Fachbereich für musikalische Klangerzeugung und andere. Heutzutage studieren über 1000 Studenten in verschiedenen Abteilungen. Das Konservatorium veranstaltet regelmäßig Premieren von Aufführungen des Opernstudios, Sinfonie- und Kammerkonzerte sowie Musikwettbewerbe.
Zu den Absolventen der Musikhochschule zählt unter anderem der burjatische Komponist Anatoli Andrejew (1941–2004).